# Giro de Italia 1974
El  57º Giro de Italia se disputó entre el 16 de mayo y el 8 de junio de 1974 con un recorrido de 4001 km dividido en un 22 etapas, una de ellas doble, con inicio en Ciudad del Vaticano y final en Milán.
Participaron 140 ciclistas repartidos en 14 equipos de 10 corredores cada uno de los que solo lograron finalizar la prueba 96 ciclistas.
El vencedor absoluto fue el belga Eddy Merckx que cubrió la prueba en 113h 08’ 13’’ a una velocidad media de 35,364 km/h.

## Etapas
| Etapa | Fecha      | Recorrido                         | Km  | Ganador de la etapa | Líder de la clasificación general |
| 1.ª   | 16 de mayo | Ciudad del Vaticano – Formia      | 164 | Wilfried Reybrouck  | Wilfried Reybrouck                |
| 2.ª   | 17 de mayo | Formia – Pompei                   | 121 | Patrick Sercu       | Wilfried Reybrouck                |
| 3.ª   | 18 de mayo | Pompeya – Sorrento                | 137 | José Manuel Fuente  | José Manuel Fuente                |
| 4.ª   | 20 de mayo | Sorrento – Sapri                  | 208 | Roger De Vlaeminck  | José Manuel Fuente                |
| 5.ª   | 21 de mayo | Sapri – Tarento                   | 215 | Pierino Gavazzi     | José Manuel Fuente                |
| 6.ª   | 22 de mayo | Tarento – Foggia                  | 206 | Franco Bitossi      | José Manuel Fuente                |
| 7.ª   | 23 de mayo | Foggia – Chieti                   | 257 | Ugo Colombo         | José Manuel Fuente                |
| 8.ª   | 24 de mayo | Chieti – Macerata                 | 150 | Franco Bitossi      | José Manuel Fuente                |
| 9.ª   | 25 de mayo | Macerata - Monte Carpegna         | 191 | José Manuel Fuente  | José Manuel Fuente                |
| 10.ª  | 26 de mayo | Carpegna - Módena                 | 205 | Patrick Sercu       | José Manuel Fuente                |
| 11.ªa | 27 de mayo | Módena - Il Ciocco                | 153 | José Manuel Fuente  | José Manuel Fuente                |
| 11.ªb | 27 de mayo | Il Ciocco - Forte dei Marmi       | 62  | Patrick Sercu       | José Manuel Fuente                |
| 12.ª  | 28 de mayo | Forte dei Marmi - Forte dei Marmi | 40  | Eddy Merckx         | José Manuel Fuente                |
| 13.ª  | 29 de mayo | Forte dei Marmi - Pietra Ligure   | 231 | Enrico Paolini      | José Manuel Fuente                |
| 14.ª  | 30 de mayo | Pietra Ligure – San Remo          | 189 | Giuseppe Perletto   | Eddy Merckx                       |
| 15.ª  | 1 de junio | San Remo – Valenza                | 206 | Ercole Gualazzini   | Eddy Merckx                       |
| 16.ª  | 2 de junio | Valenza - Monte Generoso          | 158 | José Manuel Fuente  | Eddy Merckx                       |
| 17.ª  | 3 de junio | Como – Iseo                       | 158 | Santiago Lazcano    | Eddy Merckx                       |
| 18.ª  | 4 de junio | Iseo - Sella                      | 190 | Franco Bitossi      | Eddy Merckx                       |
| 19.ª  | 5 de junio | Borgo Valsugana - Pordenone       | 146 | Enrico Paolini      | Eddy Merckx                       |
| 20.ª  | 6 de junio | Pordenone - Rifugio Auronzo       | 163 | José Manuel Fuente  | Eddy Merckx                       |
| 21.ª  | 7 de junio | Misurina - Bassano del Grappa     | 194 | Eddy Merckx         | Eddy Merckx                       |
| 22ª   | 8 de junio | Bassano del Grappa - Milán        | 257 | Marino Basso        | Eddy Merckx                       |

## Clasificaciones
| Clasificación general |                  |
| --- | ---------------- |
| \| 1. Eddy Merckx \| 113h 08min 13sec \| \| 2. Gianbattista Baronchelli \| a 0' 12" \| \| 3. Felice Gimondi \| a 0' 33" \| \| 4. Tino Conti \| a 2' 14" \| \| 5. José Manuel Fuente \| a 3' 22" \| \| 6. Giovanni Battaglin \| a 4' 22" \| \| 7. Francesco Moser \| a 6' 17" \| \| 8. Vicente López Carril \| a 10' 28" \| \| 9. Franco Bitossi \| a 16' 05" \| \| 10. Gösta Pettersson \| a 17' 08" \| \| \| \| |                  |
| 1. Eddy Merckx | 113h 08min 13sec |
| 2. Gianbattista Baronchelli | a 0' 12"         |
| 3. Felice Gimondi | a 0' 33"         |
| 4. Tino Conti | a 2' 14"         |
| 5. José Manuel Fuente | a 3' 22"         |
| 6. Giovanni Battaglin | a 4' 22"         |
| 7. Francesco Moser | a 6' 17"         |
| 8. Vicente López Carril | a 10' 28"        |
| 9. Franco Bitossi | a 16' 05"        |
| 10. Gösta Pettersson | a 17' 08"        |
| |                  |